# Бої за Савур-Могилу (2014)
Бої за Савур-могилу влітку 2014 року — бойові дії під час війни на сході України за утримання контролю над курганом Савур-могила (278 м) в Шахтарському районі Донецької області. У ході боїв проросійські сили були вибиті з кургану, проте після серпневого вторгнення регулярних військ РФ, висота перейшла під контроль самопроголошеної ДНР. Стратегічна важливість висоти пов'язана з тим, що вона підноситься над прилеглими степовими просторами, дозволяючи контролювати велику ділянку кордону України з Росією. З вершини кургану проглядається територія радіусом 30—40 км.
За час, протягом якого висоту контролювали проросійські сили, вона була перетворена на укріплений пункт, який дозволяв їм вести спостереження за постачанням південного угруповання Збройних сил України та коригувати обстріли цього угрупування з території Росії.
Упродовж боїв у червні — серпні 2014 меморіальний комплекс істотно пошкоджено. Повалилася фігура солдата, її уламки розсіяні. Сильно постраждали пілони, барельєфи й сам обеліск (у ньому наскрізні пробоїни). Остаточно стела впала 21 серпня 2014 року.

## Передумови
5 червня 2014 на південь від висоти українські війська за підтримки авіації вели бої з терористичними угрупуваннями, які намагалися прорватись в Україну з території Росії в районі митного пункту Маринівка, напад був відбитий. 8 червня 2014 року у ЗМІ з'явилися повідомлення, що озброєні формування терористів зміцнилися в місті Сніжне, на північ від висоти. Згодом встановлено, що цей загін російських найманців зайшов 5—6 червня, мав чисельність приблизно 40 осіб і 3 одиниці БТР, що належали 11-й інженерній бригаді РФ.
7 червня 2014 року проросійські сили зайняли курган.

## Перебіг подій

### Червень-липень
12 червня, зважаючи на необхідність повернення контролю над кордоном з РФ з метою унеможливлення потрапляння на територію України терористичних угруповань, військової техніки та забезпечення українські війська на півдні Донецької області перейшли в наступ вздовж кордону з Росією. У районі висоти відбувся бій, коли збройні формування терористів атакували колону українських військ 79-й бригади.
2 липня українські війська розпочали штурм висоти. 3 липня секретар РНБО Андрій Парубій повідомив, що за результатами масованих артилерійських ударів сил АТО на стратегічній висоті Савур-могила знищений опорний пункт бойовиків, знищено зенітну установку терористів і крупнокаліберний кулемет.
26 липня зведена батальйонно-тактична група (БТГр) «Колос» 51-ї механізованої бригади була відправлена в район Савур-могили з метою розблокування українських військ, оточених у Секторі Д. Через 2 дні, 28 липня, БТГр прибула на місце. Близько десятої години ранку 380 воїнів групи виступили маршем з боку селища Первомайськ. Під час розгортання підрозділу для наступу, артилерія проросійських сил завдавала по ним ударів, і з 11:00 до 14:00 підрозділ втратив загиблим Віктора Хмелецького і 18 чоловік пораненими. Попри обстріли, підрозділ зайшов на висоту до 8—9 вечора, проте за наказом командира БТГр Павла Процюка до 4 ранку відійшов з висоти для уникнення артилерійських ударів з російської сторони, на зворотній схил кургану. Начальник Генштабу ЗС України Віктор Муженко повідомив про взяття Савур-могили під контроль Збройних сил України. Станом на 4 серпня щодо Павла Процюка два дні тривали слідчі дії у прокуратурі, — справа торкалася невиконаного завдання і «підозріло низьких втрат», що давали підстави для сумнівів у тому, що бої за висоту були. 6 серпня стало відомо, що Процюка було відсторонено з посади. На зміну йому командиром БТГр «Колос» призначили підполковника Миколу Капіноса, позивний «Нептун».

### Серпень
5 серпня загинув у ході штурмових дій підрозділами 25-ї бригади у боях за Савур-могилу радіотелефоніст старший солдат Юрій Пріменко. 6 серпня у бою під Савур-могилою поліг солдат 27-го полку Олександр Шляхтич.
7 серпня миколаївські десантники встановили на Савур-могилі пам'ятний знак на честь загиблих в боях за Україну. Того ж дня загинув у бою старший лейтенант 51-ї бригади Валентин Прихід.
8 серпня при зачистці після зайняння приміщень терорист у засідці вистрелив з близької відстані старшому солдату 51-ї бригади Артему Карабану в груди, куля пройшла над захисною пластиною бронежилета. Мі-8 намагався забрати поранених, його підбили терористи. Врешті вдалося вивезти військовим автомобілем, серце Артема зупинилося на під'їзді до Амвросіївки.
7 серпня сепаратисти остаточно залишили Савур-могилу. Звідси терористи тривалий час до здобуття висоти обстрілювали українських військовиків та ряд населених пунктів.[джерело?]
7 серпня відбувся остаточний вдалий штурм. Ігор Гордійчук безпосередньо керував операцією, в тому числі розвідниками окремої добровольчої роти при штабі АТО (командир Костянтин В'югін).[джерело?]
Бійці з підрозділу «Крим» та десанту 25-ї бригади, під вогневою підтримкою техніки 51-ї бригади, прорвалися на Савур-могилу зі сторони кафе, перебрали контроль над спостережним пунктом на її вершині. З іншого (північно східного) боку піднімалися підрозділи ОДР «Харків» та «Луганськ» Полковника Ігоря Гордійчука. Гордійчук повернувся в штаб Краматорська 9 серпня. 17 серпня він повернувся на курган. 18 серпня запланована ротація захисників Савур-могили, операцією керував полковник Петро Потєхін. Потєхін повів на Савур-могилу 8 вояків 25-ї повітряно-десантної бригади (в тому числі рядовий Денис Міщенко), 9 добровольців-розвідників 4-ї роти 42-го батальйону тероборони та 8 розвідників ОДР підрозділу «Харків» (старший групи підполковник Олександр Мельниченко), до них приєдналася група артилерійських коректувальників з непрацюючим обладнанням. Вони залишили висоту наступного дня, при вивозі поранених.[джерело?]
Після ротації групи «Крим» Гордійчук лишився на Савур-могилі й далі коригував вогонь. Сержант Центру розмінувань Сергій Бруска при виконанні завдань з розмінування Савур-могили під обстрілами, які вчинили незаконні збройні формування й військові підрозділи Російської Федерації з РСЗВ БМ-21 «Град» та мінометів, зазнав осколкового поранення правої руки, однак залишався там протягом двох діб, доки не виконав роботу в повному обсязі. На Савур-могилі кам'янецькі сапери перебували з 18 по 24 серпня, відходили по російських тилах 60 кілометрів та наприкінці потрапили в «гуманітарний коридор» під Іловайськом.
17 серпня на блокпосту зазнав поранення у плече солдат 51-ї бригади Дмитро Герасимик. В Авдіївці надали медичну допомогу та витягли кулю, дорогою в Дніпропетровськ терористи обстріляли автобус з пораненими, осколок влучив в голову Дмитру. Помер у дніпропетровському шпиталі від тяжкого поранення у голову.
19 серпня під час масованого нальоту полковник Потєхін важко поранений, загинув десантник Володимир Кандела, поранених евакуювали. 20 серпня під час артнальоту й атаки знекровлений підрозділ 51-ї бригади відходить з Петровського, коректування велося по мобільних телефонах, з цього дня прикордонний район практично був зайнятий російськими військами. Захисники Савур-могили перебували в повній ізоляції — до найближчого українського підрозділу було 40 кілометрів.
21 серпня 2014 року від отриманих пошкоджень від артилерійського вогню стела остаточно впала.
Вдень 23 серпня російські війська починають наступ на південному відтинку фронту сектора «Д», 24-го вранці Ігор Гордійчук (позивний «Сумрак») продовжував передавати дані про просування ворожих сил, однак українська артилерія вже не могла ними скористатися — їй довелося відійти від Савур-могили під російськими ударами. 24 серпня відбувається черговий штурм висоти, танки стріляли прямим наведенням, кавказькі найманці атакували оборонців Савур-могили, атака відбита із численними втратами противника.
Бійці говорили Гордійчуку про недоцільність утримання висоти в аж такому глибокому тилу противника, однак він не збирався відходити без наказу. Наказ про відхід надійшов пізно ввечері 24 серпня, на той час Савур-могила була в щільному кільці — машину 3-го полку спецназу, що прорвалася для порятунку поранених, розстріляли російські найманці в Петровському. Пораненого Івана Журавльова полонили, решту поранених найманці добили; загинув Темур Юлдашев («Тренер»).
Гордійчук віддає наказ про відступ вночі 25 серпня після 12 діб оборони Савур-могили; група з оточення виходила ночами, рухалися до найближчих українських підрозділів. На той час це було вже оточене російськими військами угрупування сектору «Б» генерала Хомчака під Іловайськом. Група пройшла по ворожих тилах близько 60 кілометрів та приєдналася до українських військ під Многопіллям.
Розвідувально-штурмове відділення 40-го батальйону територіальної оборони капітана Андрія Вовкуновича виходило у боях з оточення бойовиків з-під Савур-могили, де вели бої 2 тижні. Група потрапила в оточення, коли терористично-російські сили зайняли Амвросіївку. Відходили без важкої техніки — пішки, у формі, зі зброєю, використовували тактику заплутування — робили вигляд, що йдуть в один бік, рухалися у інший. Група з 21 вояка пробиралася 16 діб — по ночах, вийшла без поранень та вбитих.

## Реакція та наслідки
1 вересня Міністерство внутрішніх справ України визнало відхід українських військових із Савур-могили. Інформації про захоплення Савур-могили та Амвросіївки бойовиками і підрозділами регулярної російської армії з'явилася в ряді засобів масової інформації майже за тиждень до того, проте в РНБО це заперечували.
8—9 вересня з ознаками тортур надійшли тіла українських військовиків, які загинули під час боїв проти терористів. Волонтери повідомляють, що випадків, коли над військовими знущалися терористи, достатньо. Останки бійців, котрі знайшли на місці польового табору біля Савур-могили: тіла, спотворені до невпізнання. Офіцер сил військово-цивільної співпраці Юрій Стоянський: «Там були сліди катувань — відрубані фаланги пальців, руки викручені, шматки тіл, сліди задушення були». Терористи жорстоко катували українських полонених захисників Савур-Могили. За перший тиждень вересня знайдено тіла 18 загиблих українських воїнів біля Савур-Могили, повідомив керівник волонтерів, голова ВГО «Союз „Народна пам'ять“» Ярослав Жилкін. Також виявлено братську могилу, в якій поховано не менше п'яти осіб.
За 13—14 вересня пошукова група ВГО «Союз „Народна пам'ять“» виявила під Іловайськом 26 тіл загиблих українських військових: «За останній час співробітники організації знайшли останки 39 тіл військовослужбовців України: 18 в районі Савур-Могили, 21 — в районі Іловайська, де робота триває. Останні вісім останків воїнів були виявлені в Іловайську прямо на полі, поряд з розбитою бронетехнікою».
6 жовтня 2014 пошуковці ВГО «Союз „Народна Пам'ять“» виявили тіла шістьох українських військовиків поблизу Савур-могили, всі тіла лежали в окопі посеред поля, присипані землею.
9 жовтня 2014 радник міністра оборони Олександр Данилюк повідомив, що має підтвердження щодо складання іспитів курсантами Коломенського вищого артилерійського командного училища — здійснювали артилерійські обстріли українських позицій на Савур-могилі: «Отримано підтвердження, що в артилерійських обстрілах українських позицій на Савур-Могилі з території РФ, брали участь в тому числі курсанти Коломенського вищого артилерійського командного училища, які в такий спосіб здавали державні іспити».

### Екологічні наслідки
Місце боїв за Савур-могилу є одним з найбільш уражених у війні на Донбасі внаслідок руйнування забруднення хімічними продуктами вибухів.
За даними екологів з МБО Екологія-Право-Людина, навколо Савур-могили внаслідок вибухів артилерійських снарядів утворилося щонайменше 15 500 воронок. Непридатною для використання стала територія розміром 225 квадратних кілометрів, що має зруйнований покрив ґрунту, усіяна уламками, і хімічно забруднена тоннами токсичних речовин, які утворилися під час детонації і отруюють ґрунт і атмосферу.
Руйнівними факторами є:
- Металеві уламки, що потрапляють у довкілля, не є безпечними та абсолютно інертними. Оболонка боєприпасів з чавуну та домішками сталі містить у своєму складі не тільки залізо й вуглець, а й сірку та мідь, яких сумарно в довкілля потрапило близько 10 тонн.
- Не менше ніж 392 тонни металевих уламків снарядів розсіяні на цій території, що робить її непридатною для сільськогосподарського використання.
- У довкілля потрапили також продукти окиснення від щонайменше 58 тонн вибухових речовин (переважно амотолу та гексогену), а також 70 тонн оксиду алюмінію.
- Воронки такої густоти практично повністю знищують ґрунтовий покрив та роблять його непридатним для використання. Сучасні фугасні й осколково-фугасні снаряди викидають у середньому на 1 кілограм вибухової речовини 1,2—1,5 кубометра ґрунту. За підрахунками екологів, снаряди біля Савур-могили вивернули близько 100 тисяч кубометрів ґрунту (це понад 10 тисяч вантажних машин типу «Камаз»-самоскид). Внаслідок пошкодження ґрунтового покриву самої тільки Савур-могили завдано збитків державі на суму понад 9 мільйонів гривень.

## Втрати
| Прізвище, ім'я, по-батькові      | Звання            | Дата смерті    | Формування                                                         | Обставини                                                                                    |
| -------------------------------- | ----------------- | -------------- | ------------------------------------------------------------------ | -------------------------------------------------------------------------------------------- |
| Бурко Євген Володимирович        | сержант           | 12 червня 2014 | 3 ОП СпП                                                           | Загинув біля села Степанівка (Шахтарський район) в ході бою за висоту Савур-могила.          |
| Татарінов Сергій Петрович        | старший сержант   | 12 червня 2014 | 79 ОАеМБр                                                          | Загинув під час прориву укріпрайону противника.                                              |
| Шерстньов Сергій Андрійович      | солдат            | 12 червня 2014 | 79 ОАеМБр                                                          | Загинув під час прориву укріпрайону противника.                                              |
| Чубатенко Руслан Валерійович     | молодший сержант  | 18 липня 2014  | 72 ОМБр                                                            | Загинув від численних поранень, яких зазнав в бою біля Савур-могили.                         |
| Гаврилюк Сергій Євгенович        | старший солдат    | 27 липня 2014  | 30 ОМБр                                                            | Загинув у бою за стратегічно важливу висоту.                                                 |
| Батюк Валентин Євгенович         | солдат            | 28 липня 2014  | 30 ОМБр                                                            | Загинув під час артилерійського обстрілу.                                                    |
| Камбаров Аки Анатолійович        | старшина          | 28 липня 2014  | 30 ОМБр                                                            | Загинув під час артилерійського обстрілу.                                                    |
| Коробенков Олексій Олександрович | капітан           | 28 липня 2014  | 30 ОМБр                                                            | Загинув під час артилерійського обстрілу.                                                    |
| Оверчук Дмитро Русланович        | солдат            | 28 липня 2014  | 30 ОМБр                                                            | Загинув під час артилерійського обстрілу.                                                    |
| Тимощук Іван Вікторович          | солдат            | 28 липня 2014  | 30 ОМБр                                                            | Загинув під час артилерійського обстрілу.                                                    |
| Шестак Василь Васильович         | солдат            | 28 липня 2014  | 30 ОМБр                                                            | Загинув під час артилерійського обстрілу.                                                    |
| Хмелецький Віктор Іванович       | майор             | 28 липня 2014  | 51 ОМБр                                                            | Загинув під Савур-могилою під час штурму.                                                    |
| Абрамов Роман Вікторович         | солдат            | 31 липня 2014  | 30 ОМБр                                                            | Загинув під час артилерійського обстрілу.                                                    |
| Сєнчев Сергій Олексійович        | підполковник      | 4 серпня 2014  | 3 ОП СпП                                                           | Отримав поранення під час штурму кургану, помер того ж дня дорогою до стаціонарного шпиталю. |
| Свинчук Олександр Юрійович       | старший солдат    | 4 серпня 2014  | 51 ОМБр                                                            | Загинув від осколкового поранення в бою за стратегічну висоту.                               |
| Шпіганевич Тарас Анатолійович    | солдат            | 4 серпня 2014  | 95 ОАеМБр                                                          | Отримав поранення під час штурму кургану, помер у шпиталі.                                   |
| Поліщук Володимир Сергійович     | старший солдат    | 5 серпня 2014  | 51 ОМБр                                                            | Загинув в бою за стратегічну висоту.                                                         |
| Пріменко Юрій Володимирович      | старший солдат    | 5 серпня 2014  | 25 ОПДБр                                                           | Загинув у ході штурмових дій підрозділів бригади поблизу Шахтарська за Савур-могилу.         |
| Карабан Артем Олександрович      | старший солдат    | 7 серпня 2014  | 51 ОМБр                                                            | Загинув в бою за стратегічну висоту.                                                         |
| Прихід Валентин Миколайович      | старший лейтенант | 7 серпня 2014  | 51 ОМБр                                                            | Загинув в бою за стратегічну висоту.                                                         |
| Іванов Максим Олегович           | солдат            | 8 серпня 2014  | 25 ОПДБр                                                           | Загинув під час оборони кургану.                                                             |
| Кандела Володимир Васильович     | молодший сержант  | 19 серпня 2014 | 25 ОПДБр                                                           | Загинув під час захисту висоти.                                                              |
| Присяжний Євгеній Миколайович    | старший солдат    | 23 серпня 2014 | 3 ОП СпП                                                           | Загинув внаслідок мінометного обстрілу.                                                      |
| Яремчук Олександр Олександрович  | молодший сержант  | 24 серпня 2014 | 3 ОП СпП                                                           | Отримав поранення під час штурму кургану, помер того ж дня дорогою до стаціонарного шпиталю. |
| Самойлов Віктор Васильович       | старший сержант   | 24 серпня 2014 | 25 ОПДБр                                                           | Загинув під час евакуації з поля бою до шпиталю.                                             |
| Юлдашев Тємур Дамірович          | доброволець       | 24 серпня 2014 | батальйон патрульної служби міліції особливого призначення «Тимур» | Загинув під час евакуації з поля бою до шпиталю.                                             |

## Матеріали
- Битва за Савур-Могилу. Хроніка подій [Архівовано 9 серпня 2017 у Wayback Machine.] // «Тиждень», 14 грудня 2015
- Схватка за Саур-Могилу [Архівовано 2 травня 2016 у Wayback Machine.] (рос.) // liga.net
- Савур-Могила: хроніки невдалого штурму [Архівовано 10 серпня 2017 у Wayback Machine.] // lb.ua, 6 серпня 2014
- КОМАНДИР ВЫСОТЫ. ПОДПОЛКОВНИК КАПИНОС ПРО ШТУРМЫ САУР-МОГИЛЫ [Архівовано 25 липня 2017 у Wayback Machine.] // «Цензор. Нет», 31 серпня 2015
- Кривава висота: штурм Савур-Могили [Архівовано 9 вересня 2017 у Wayback Machine.] // ЧEline, 2016
- Історія у фото: Битва за Савур-Могилу. Ч 1. mil.in.ua. Український мілітарний портал. 13 квітня 2019. Архів оригіналу за 13 квітня 2019. Процитовано 13 квітня 2019.